# Ригель, Герман
Герман Ригель (нем. Hermann Riegel; 27 февраля 1834, Потсдам — 12 августа 1900, Брауншвейг) — немецкий историк искусства, директор музея герцога Антона Ульриха (1870–1900), профессор Политехнического института в Брауншвейге.

## Биография
В молодости работал в книжном магазине своего отца Фридриха Ригеля , известного издателя.
С 1854 года изучал историю, географию, литературу, историю искусств и философию в Берлине.
В течение 30 лет руководил одним из старейших общедоступных музеев Европы Музеем герцога Антона Ульриха в Брауншвейге.
Писал как художественную прозу, так и статьи по истории искусства для различных газет, а также некоторые работы по искусству, посвящённые разным художникам, таким как П. Корнелиус.

## Избранные публикации
- «Geschichte des Wiederauflebens der deutschen Kunst zu Ende des 18 und Anfang des 19 Jahrhunderts» (Ганновер, 1874—75);
- «Beiträge zur niederländischen Kunstgeshichte» (Берл., 1882);
- «Geschichte der Wandmalerei in Belgien» (ib., 1882);
- «Peter Cornelius» (ib., 1883);
- «Unter dem Striche. Bunte Bilder aus beiden Welten» (2-е изд., ib., 1898);
- «Die bildenden Künste» (4-е изд., Франкф. на Майне, 1895);
- «Beiträge zur Kunstgeschichte Italiens» (Дрезден, 1898).